# 국제 파워리프팅 연맹
국제 파워리프팅 연맹(International Powerlifting Federation, IPF)은 국제 경기 연맹 총연합회(GAISF)가 인정한 파워리프팅 스포츠의 국제 관리 기구이다.
한국도 소속국으로 포함 되어 있으며 올림픽을 지향하는 월드게임즈 단체이므로 파워리프팅 단체중 유일하게 WADA의 약물 검사를 진행할 수 있는 파워리프팅 단체중 최고단체이며, 메이저 경기는 중계 또한 올림픽 채널에서 방영한다.
한국에서는 POSK(포스크) 라는 단체와 그 이하 KPU. USAPL. WPC. WP 등이 있지만 IPF는 POSK 뿐이다. 국제적으로 한 국가당 단 1개의 단체만이 국가단체로 IPF로 부터 인정받는다.